# アシッド・ジャズ・レコーズ
アシッド・ジャズ・レコーズ（Acid Jazz Records）は、1987年にジャイルス・ピーターソンとエディ・ピラーが設立したイースト・ロンドンを拠点とするレコード・レーベルである。そのプロデュースで最も有名なジャズ音楽のアシッドジャズというサブジャンルと同名である。

## 背景
レーベルの最初の契約は、シンガーソングライターのロブ・ギャラガーのバンド、ガリアーノで、1987年にレーベルの最初のシングル「Frederick Lies Still」をリリースした。これはカーティス・メイフィールドの「Freddie's Dead」のサンプリングをフィーチャーしている。このレーベルはその初期に、カムデンズ・ディングウォールズでクラブ・ナイトを開催したことで知られており、ナイト・トレインズやア・マン・コールド・アダムなどのアーティストをフィーチャーしていた。
1989年にピーターソンが自身のレーベル「トーキング・ラウド」を設立するために去った後、アシッド・ジャズは、1990年にセルフタイトルのデビュー・アルバムをリリースしたブラン・ニュー・ヘヴィーズ、コーデュロイ、マザー・アース、1992年にデビュー・シングル「When You Gonna Learn」をレーベルからリリースしたジャミロクワイなど、第2波となるアーティストたちと契約した。
1990年代を通じて、このレーベルは数多くのコンピレーション・アルバムも発表した。特に『Totally Wired』シリーズは、アシッドジャズというジャンルのもつ影響とサウンドの範囲、そして当時リリースされていた作品をカバーしている。
1993年、レーベルのオーナーであるピラーは、ナイト・クラブを購入し「ブルー・ノート」と名付けた。当初、自分たちのレーベルの音楽を宣伝するために使用されていたクラブは、すぐに大きな評判を呼び、週に7日間フル稼働で、ミュージシャンであるゴールディーのMetaheadzレーベルを含むさまざまなクラブ・ナイトを開催した。
1990年代後半に「ブルー・ノート」が閉鎖された後、レーベルはアシッドジャズだけをプロデュースすることを辞め、ソウルやモッドのジャンルへと焦点を移した。2000年代半ばには、アンディ・ルイスと契約し、ノーザン・ソウルにインスパイアされたトップ40シングルで、ボーカルにポール・ウェラーをフィーチャーした「Are You Trying to Be Lonely?」のリリースなどが見られた。レーベルはまた、1960年代のレアな7インチ・ヴァイナル盤EPのコレクションである「Rare Mod」シリーズを、ピクチャー・スリーブ付きで発表し、それに付随するコンピレーション・アルバムもリリースした。
その後の10年間で、レーベルは25周年を迎え、『ブラン・ニュー・ヘヴィーズ』や『ザ・ピープル・トゥリー』（マザー・アース）などの多くのベストセラー・アルバムを再発し、アートワーク本やDVDを含む6枚組CDのスペシャル・ボックスセットを発売した。この期間には、イギリスの俳優マット・ベリーのフォーク・ロックや、ニュー・ストリート・アドヴェンチャーやメン・オブ・ノース・カントリーといったより現代的なソウル・アーティストともレーベルが契約する姿が見られた。
2017年、レーベルはソウル・シンガーであるリロイ・ハトソンによる未発表のシングル「Positive Forces」を発表し、彼の作品のアンソロジーをリリースした。2018年には、彼の最も人気のある2枚のアルバム『ハトソン』『ハトソン2』を再発し、『Leroy Hutson：The Man!』というタイトルの彼に関する短い4部構成のオンライン・ドキュメンタリーを制作した。レーベルの30周年を記念する一環として、エディ・ピラーと彼の友人であるマーティン・フリーマンによる選曲をフィーチャーしたジャズ・コンピレーション『Jazz on the Corner』をリリースし、コーデュロイは18年ぶりとなる『リターン・オブ・ザ・ファブリック・フォー』というタイトルのアルバムをリリースした。

## スタッフ
- エディ・ピラー (Eddie Piller) - 創設者、会長[9]
- ジャイルス・ピーターソン (Gilles Peterson) - 創設者[1]
- トレヴァー・ランドール (Trevor Randall) - 副社長[10]

## アーティスト
- アキンボ (Akimbo)
- アンディ・ベネット (Andy Bennett)
- マット・ベリー (Matt Berry)
- ブラン・ニュー・ヘヴィーズ (The Brand New Heavies)
- ザ・ブロークン・ヴァイナル・クラブ (The Broken Vinyl Club)
- トニー・クリスティ (Tony Christie)
- コーデュロイ (Corduroy)
- クレム・カーティス (Clem Curtis)
- グレアム・ディー (Graham Dee)
- デトロイト・シティ・カウンシル (Detroit City Council)
- デクスターズ (Dexters)
- ダイルマス (The Dilemmas)
- DJネイキッド (DJ Naked)
- カール・ダグラス (Carl Douglas)
- エレメンツ (The Elements)
- エンペラーズ・ニュー・クローズ (Emperors New Clothes)
- エロビーク (Erobique)
- クリス・ファーロウ (Chris Farlowe)
- フィルシー・シックス (The Filthy Six)
- フルール・ド・リス (The Fleur De Lys)
- ザ・フレイズ (The Frays)
- ジーノ・ワシントン&ザ・ラム・ジャム・バンド (Geno Washington & The Ram Jam Band)
- ゴールドバッグ (Goldbug)
- グランド・ユニオン (Grand Union)
- ハンブル・ソウルズ (Humble Souls)
- ジャーヴィス・ハンビー (Jarvis Humby)
- リロイ・ハトソン (Leroy Hutson)
- グレゴリー・アイザックス (Gregory Isaacs)
- ジェイムス・テイラー・カルテット (The James Taylor Quartet)
- ジャミロクワイ (Jamiroquai)
- ジャニス・グレアム・バンド (Janice Graham Band)
- ジミー・ジェイムス&ザ・ヴァガボンズ (Jimmy James and the Vagabonds)
- ジョンズ・チルドレン (John's Children)
- ジャスミン・カラ (Jasmine Kara)
- ジンライ (Jinrai)
- ケニー・バーナード&ザ・ラングラーズ (Kenny Bernard & The Wranglers)
- ル・レオ (Le Leo)
- ロード・ラージ (Lord Large)
- アンディ・ルイス (Andy Lewis)
- フレディ・マック (Freddy Mack)
- マネッサ・ミーツ・ザ・イコライザー (Manasseh Meets The Equalizer)
- ア・マン・コールド・アダム (A Man Called Adam)
- メン・オブ・ノース・カントリー (Men of North Country)
- ミスター・エックス (Mister Exe)
- ザ・ムーンズ (The Moons)
- マーク・モリス (Mark Morriss) ※ブルートーンズ
- マザー・アース (Mother Earth)
- ニュー・ストリート・アドヴェンチャー (New Street Adventure)
- ナイト・トレインズ (Night Trains)
- オシー・レイン・ショウ (The Ossie Layne Show)
- パーラー・トーク (Parlour Talk)
- ディーン・パリッシュ (Dean Parrish)
- プレジャービーチ (Pleasurebeach)
- ジ・アポスルズ (The Apostles)
- レッド・インスペクターズ (The Red Inspectors)
- リチャード・ケント・スタイル (The Richard Kent Style)
- ザ・サンダルズ (The Sandals)
- サティスファクション (Satisfaction)
- スカンクアワー (Skunkhour)
- スムーヴ (Smoove)
- スノーボーイ (Snowboy)
- スピークロウ (Speak Low)
- スタビライザーズ (The Stabilisers)
- シャロン・タンディ (Sharon Tandy)
- サード・デグリー (The Third Degree)
- ティト・ロペス・コンボ (Tito Lopez Combo)
- トニー・アンド・タンディ (Tony and Tandy)
- トゥイステッド・タン (Twisted Tongue)
- ポール・ウェラー (Paul Weller)
- ベンジャミン・ゼファニア (Benjamin Zephaniah)